# Зерікла
Зерікла́ (рос. Зерикла) — село у складі Абдулинського міського округу Оренбурзької області, Росія.

## Населення
Населення — 153 особи (2010; 272 у 2002).
Національний склад (станом на 2002 рік):
- мордва — 88 %